# Fryderyki 2020
Fryderyki 2020 – 26. edycja polskich nagród muzycznych Fryderyków, przyznawanych przez Akademię Fonograficzną (powołaną przez Związek Producentów Audio-Video), honorująca dokonania przemysłu muzycznego między 1 grudnia 2018 a 30 listopada 2019. Ceremonie wręczenia nagród miały się odbyć w ramach Fryderyk Festiwalu 2020 w Katowicach. Gala muzyki poważnej odbyła się 8 marca 2020 w siedzibie Narodowej Orkiestry Symfonicznej Polskiego Radia i była emitowana przez TVP Kultura. Poprowadzili ją Agata Kwiecińska i Marcin Majchrowski. Gala muzyki rozrywkowej i jazzowej, zaplanowana na 14 marca 2020 w Międzynarodowym Centrum Kongresowym z emisją na żywo w TVN, została odwołana z powodu pandemii COVID-19 w Polsce. Laureaci zostali ogłoszeni w Internecie 1 października 2020, a kameralna uroczystość wręczenia nagród odbyła się 4 sierpnia 2021 w Szczecinie w ramach Fryderyk Festiwalu 2021.
Nagrody konkursowe zostały przyznane w 32 kategoriach (19 w sekcji muzyki rozrywkowej, 3 w sekcji muzyki jazzowej i 10 w sekcji muzyki poważnej). Najwięcej nominacji (po 5) zdobyli Hania Rani i Łukasz Borowicz. Najwięcej nagród (4) zdobyła Hania Rani. Po 3 nagrody wygrali Camerata Silesia i Orkiestra Polskiego Radia w Warszawie. Poza nagrodami konkursowymi zostały przyznane cztery Złote Fryderyki i nagroda publiczności.

## Organizacja
3 października 2019 Związek Producentów Audio-Video (ZPAV) zapowiedział, że w nadchodzącej edycji Fryderyków zostanie utworzone 20 kategorii w sekcji muzyki rozrywkowej, 11 w sekcji muzyki poważnej i 3 w sekcji muzyki jazzowej. Ponadto organizatorzy ogłosili, że nagrody zostaną przyznane w ramach Fryderyk Festiwalu, który odbędzie się od 8 do 15 marca 2020, po raz drugi z rzędu w Katowicach. Na 8 marca 2020 w siedzibie Narodowej Orkiestry Symfonicznej Polskiego Radia została zapowiedziana ceremonia muzyki poważnej. Na 13 i 14 marca 2020 zostały zapowiedziane wydarzenia w Międzynarodowym Centrum Kongresowym (MCK). Pierwszego dnia miały się odbyć koncerty, zaś drugiego gala muzyki rozrywkowej i jazzu.
22 października 2019 ZPAV opublikował regulamin Fryderyków 2020. Po 18 latach została przywrócona kategoria producent muzyczny roku, w konsekwencji czego jedynymi podmiotami nagradzanymi w kategoriach albumów zostali wykonawcy (wcześniej byli to wykonawcy i producenci), z wyjątkiem kategorii album roku muzyka ilustracyjna, gdzie zostali nimi kompozytorzy. Przyjmowanie przez Akademię Fonograficzną zgłoszeń trwało od 22 października do 29 listopada 2019.
3 grudnia 2019 organizatorzy poinformowali, że dzień koncertowy został przeniesiony z 13 na 15 marca 2020. 8 stycznia 2020 zapowiedzieli, że w dniu festiwalowym zostanie utworzona Scena Nowego Rapu. 17 stycznia 2020 Akademia Fonograficzna podała laureatów Złotych Fryderyków. 21 stycznia 2020 organizatorzy zapowiedzieli transmisję gali muzyki poważnej w TVP Kultura. 29 stycznia 2020 ogłosili nominacje w sekcji muzyki poważnej. Dzień później podali nominowanych w muzyce rozrywkowej i jazzie, a także zapowiedzieli emisję gali wręczenia nagród w tych sekcjach w TVN. Kategoria album roku soul / R&B / gospel nie została utworzona ze względu na niedostateczną liczbę zgłoszeń. 17 lutego 2020 został zaprezentowany program konferencji towarzyszącej festiwalowi. 25 lutego 2020 rozpoczęło się głosowanie na Nagrodę Publiczności. 28 lutego 2020 organizatorzy zapowiedzieli program wydarzeń związanych z muzyką poważną, zaplanowanych w konurbacji górnośląskiej od 8 do 13 marca 2020.
8 marca 2020 odbyła się gala muzyki poważnej, którą poprowadzili dziennikarze Agata Kwiecińska i Marcin Majchrowski. 10 marca 2020 organizatorzy zapowiedzieli odwołanie reszty festiwalu w związku z pandemią COVID-19 w Polsce i decyzją premiera Mateusza Morawieckiego o odwołaniu wszystkich imprez masowych w kraju. 15 marca 2020 poinformowali, że ogłoszenie laureatów w muzyce rozrywkowej i jazzie zostało odroczone na późniejszy termin. 10 września 2020 zapowiedzieli, że zwycięzcy zostaną podani 1 października 2020 podczas konferencji prasowej, transmitowanej przez portal Interia, zaś uroczyste wręczenie statuetek odbędzie się w przyszłym roku przy okazji kolejnej edycji Fryderyków. Konferencję poprowadził prezenter Marcin Prokop.
Kameralna ceremonia wręczenia laureatom nagród w sekcjach muzyki rozrywkowej i jazzu odbyła się 4 sierpnia 2021 w Szczecinie w ramach Fryderyk Festiwalu 2021.

## Przebieg

### Gala muzyki poważnej (8 marca 2020)
Występy podczas gali muzyki poważnej:
- Ewa Tracz – Pieśń Roksany z opery Król Roger Karola Szymanowskiego
- Szymon Komasa – aria Roberta z Jolanty Piotra Czajkowskiego
- Jakub Józef Orliński i Altberg Ensemble (kierownictwo: Ewa Mrowca) – trzy arie z albumu Facce d’amore
- proMODERN – Ecloga Krzysztofa Pendereckiego
- Berlin Piano Trio – Koncert potrójny Beethovena Ludwiga van Beethovena
- Bartłomiej Nizioł – VI Koncert skrzypcowy Grażyny Bacewicz
- Marek Bracha – Polonez A-dur op. 40 Fryderyka Chopina

Muzykom towarzyszyła Narodowa Orkiestra Symfoniczna Polskiego Radia w Katowicach (dyrekcja: Lawrence Foster).

### Gala muzyki rozrywkowej i jazzu (14 marca 2020) – odwołana
Zapowiedziani wykonawcy podczas gali muzyki rozrywkowej i jazzu:

- Kuba Badach
- Dr Misio
- Ewa Farna
- Viki Gabor
- Golec uOrkiestra i Gromee
- Krzysztof Herdzin
- Kayah
- Kasia Kowalska
- KęKę i Grizzlee
- Tomasz Lipiński
- Mery Spolsky
- Natalia Nykiel
- Perfect
- Natalia Przybysz
- Smolasty
- Muniek Staszczyk
- Michał Szpak
- Krzysztof Zalewski
- Daria Zawiałow

### Fryderyk Festiwal (15 marca 2020) – odwołany
Zapowiedziani wykonawcy podczas festiwalu:
| Scena Główna: - Ørganek - Daria Zawiałow - Król - Natalia Przybysz - KęKę - Baranovski | Scena Nowego Rapu - Oki - Koza - Trill Pem - Miętha - Gverilla | Scena Debiuty - Ania Karwan - Viki Gabor - sanah |

## Laureaci i nominowani

### Sekcja muzyki rozrywkowej
| Utwór roku | Fonograficzny debiut roku |
| --- | --- |
| - „Pola” – Muniek Staszczyk - „Czułe miejsce” – Baranovski - „Hej Hej!” – Daria Zawiałow - „Te smaki i zapachy” – Król - „Superhero” – Viki Gabor | - Hania Rani - Ania Karwan - sanah - schafter - Viki Gabor |
| Kompozytor roku | Autor roku |
| - Dawid Podsiadło i Olek Świerkot - Hania Rani - Błażej Król - Daria Zawiałow i Michał Kush - Dominic Buczkowski-Wojtaszek, Patryk Kumór i Lanberry | - Błażej Król - Baranovski - Daria Zawiałow - Dominic Buczkowski-Wojtaszek, Patryk Kumór i Lanberry - Muniek Staszczyk |
| Producent muzyczny roku | Album roku pop |
| - Bartosz Dziedzic - Dominic Buczkowski-Wojtaszek i Patryk Kumór - Hania Rani - Michał Kush - Ralph Kaminski | - Jak malować ogień – Natalia Przybysz - Aura – Mrozu - Gaja Hornby – Margaret - Roksana Węgiel (Deluxe) – Roksana Węgiel - Zbiór – Baranovski                                                                                              |
| Album roku pop alternatywny | Album roku rock |
| - Helsinki – Daria Zawiałow - Ja na imię niewidzialna mam – sanah - Muzyka i słowa – Stanisław Soyka - Nieumiarkowania – Król - Radar – Fisz Emade Tworzywo | - Syn miasta – Muniek Staszczyk - III – Lion Shepherd - Głodny – Sonbird - Philosophia – Wojtek Mazolewski i John Porter - Za niebawem – Voo Voo                                                                                            |
| Album roku alternatywa | Album roku hip hop |
| - Esja – Hania Rani - Disarm – Mary Komasa - Młodość – Ralph Kaminski - Raut – Łąki Łan - The best of moje getto – Piernikowski | - Pocztówka z WWA, lato ’19 – Taco Hemingway - Instrukcja obsługi świrów – O.S.T.R. - Muzyka współczesna – Pezet - Widmo – PRO8L3M - Wojtek Sokół – Sokół                                                                                   |
| Album roku elektronika | Album roku metal |
| - Origo – Natalia Nykiel - 2K19 – Stachursky - Bez cukru – Novika - Dekalog Spolsky – Mery Spolsky - Uncovered – Zamilska | - Randka w ciemność – Nocny Kochanek - Arachne – Hunter - Classical Massacre – Michał Jelonek - Hospodi – Batushka - Humanoid – Black River                                                                                                 |
| Album roku muzyka świata | Album roku blues |
| - 1939 – Hańba! - Provinz Posen – Provinz Posen - Rasti – Laboratorium Pieśni - Statek do Pireusu – Eleni - Wendzki sznyt – Żywiołak | - Czarny motyl – Jamal - Ailatan – Natalia Sikora - Chce się śpiewać – różni wykonawcy - I’m Not Good at Having Fun – Agata Karczewska - The Hand Luggage Studio – Sosnowski                                                                |
| Album roku muzyka poetycka | Album roku muzyka ilustracyjna |
| - Mikromusic z Dolnej Półki – Mikromusic - Janerka na basy i głosy – Małgorzata Tekiel, Piotr Pawłowski, Lech Janerka, Marcin Świetlicki, Nika, Pablopavo, Jarosław Szubrycht, Wojciech Waglewski i Nosowska - Mój ulubiony Młynarski – Piotr Machalica - Osiecka de luxe – Maja Kleszcz - Piękny instalator – Marek Dyjak | - Ikar – Leszek Możdżer - Burning Sea – Daniel Spaleniak - Dolce Fine Giornata – Daniel Bloom, gościnnie: Leszek Możdżer - In This Gray Place – Miro Kępiński - Przypadki Robinsona Crusoe – Teatr Muzyczny Roma i Jakub Lubowicz           |
| Album roku muzyka dziecięca i młodzieżowa | Najlepsze nowe wykonanie |
| - Kiedyś to były Święta – Czesław Mozil i Grajkowie Przyszłości - Kolory świąt – Karimski Club - nb. – 4Dreamers - Wyspa dzieci (piosenki babci i dziadka) – Joanna Dark, Małgorzata Kożuchowska i Szymon Majewski - Wyspa skarbów – Małe TGD                                                                              | - „Odprowadź” (piano version) – Mela Koteluk i Hania Rani - „1996” – Karaś/Rogucki - „Krakowski spleen” – Natalia Przybysz - „Projekt nieznajomy nie kłamie” – sanah - „Zazdrość” – Męskie Granie Orkiestra 2019 (Krzysztof Zalewski i Igo) |
| Teledysk roku | |
| - „Nag Champa” (Syny) – Sebastian Pańczyk - „Przerwa techniczna” (Ero) – Bartosz Łukasiuk - „Superhero” (Viki Gabor) – Pascal Pawliszewski - „Szarówka” (Daria Zawiałow) – Dorota Piskor - „Trofea” (Dawid Podsiadło) – Daniel Jaroszek                                                                                    | |

### Sekcja muzyki jazzowej
| Album roku – jazz | Album roku – jazz                                                                     |
| --- | ------------------------------------------------------------------------------------- |
| - Three Crowns – Maciej Obara Quartet - Hipokamp – Marek Napiórkowski - Sacrum Profanum – Adam Bałdych Quartet - Termomix – Algorhythm - Wilcze jagody – Agnieszka Wilczyńska i Andrzej Jagodziński |                                                                                       |
| Jazzowy artysta roku | Fonograficzny debiut roku – jazz                                                      |
| - Maciej Obara - Adam Bałdych - Jazz Band Młynarski-Masecki - Kuba Więcek - Marek Napiórkowski | - Szymon Sutor - Andrzej Kowalski - Kamila Drabek - Michał Zaborski - Natalia Kordiak |

### Sekcja muzyki poważnej
| Najwybitniejsze nagranie muzyki polskiej |
| --- |
| - 100 na 100. Muzyczne dekady wolności - Filharmonia Narodowa, Sinfonia Varsovia, Narodowa Orkiestra Symfoniczna Polskiego Radia w Katowicach, Polska Orkiestra Radiowa, Orkiestra Teatru Wielkiego – Opery Narodowej, Sinfonia Iuventus, Aukso Orkiestra Kameralna Miasta Tychy, Orkiestra Filharmonii Poznańskiej, Sinfonietta Cracovia, Camerata Silesia, Łukasz Borowicz, Jacek Kaspszyk, Marek Moś, Grzegorz Nowak, Marzena Diakun, Szymon Bywalec - Camerata Silesia Sings Silesian Composers - Zespół Śpiewaków Miasta Katowice Camerata Silesia (dyrekcja: Anna Szostak) - Comfort Zone - proMODERN - Mieczysław Wajnberg: String Quartets nos. 11, 12 & 13 - Kwartet Śląski: Szymon Krzeszowiec (I skrzypce), Arkadiusz Kubica (II skrzypce), Łukasz Syrnicki (altówka), Piotr Janosik (wiolonczela) - Moniuszko – Sacred Music - Joanna Łukaszewska, Iwona Pańta, Łukasz Farcinkiewicz, Chór Katedry Warszawsko-Praskiej Musica Sacra (dyrekcja: Paweł Łukaszewski) |
| Album roku muzyka oratoryjna i operowa |
| - Karol Szymanowski: Hagith - Wioletta Chodowicz (sopran), Ryszard Minkiewicz (tenor), Andrzej Lampert (tenor), Dariusz Machej (bas‑baryton), Łukasz Rosiak (baryton), Polska Orkiestra Radiowa i Chór Filharmonii Narodowej (dyrekcja: Michał Klauza) - Marcin Józef Żebrowski - Jian Hui Mo (sopran chłopięcy), Matthew Venner (kontratenor), Maciej Gocman (tenor), Felix Schwandtke (bas), Chór Chłopięcy NFM, Chór NFM, Wrocławska Orkiestra Barokowa (dyrekcja: Andrzej Kosendiak) - Musica Sacromontana XIV - Tomasz Krzysica (tenor), Iwona Hossa (sopran), Jarosław Bręk (bas), Anna Bernacka (mezzosopran), Sinfonietta Cracovia i Polski Chór Kameralny (dyrekcja: Marcin Nałęcz-Niesiołowski) - Stanisław Moniuszko: Cantatas (Milda / Nijoła) - Wioletta Chodowicz (sopran), Maria Jaskulska-Chrenowicz (sopran), Ewa Wolak (mezzosopran), Sylwester Smulczyński (tenor), Robert Gierlach (baryton), Szymon Kobyliński (bas), Chór Opery i Filharmonii Podlaskiej oraz Orkiestra Filharmonii Poznańskiej (dyrekcja: Łukasz Borowicz) - Stanisław Moniuszko: Paria - Katarzyna Hołysz (sopran), Robert Jezierski (bas), Yuri Gorodetski (tenor), Szymon Komasa (baryton), Tomasz Warmijak (tenor), Orkiestra Filharmonii Poznańskiej i Chór Filharmonii Narodowej (dyrekcja: Łukasz Borowicz) |
| Album roku muzyka chóralna |
| - Camerata Silesia Sings Silesian Composers - Zespół Śpiewaków Miasta Katowice Camerata Silesia (dyrekcja: Anna Szostak) - Karlheinz Stockhausen: Stimmung - proMODERN - Moniuszko – Sacred Music - Joanna Łukaszewska, Iwona Pańta, Łukasz Farcinkiewicz, Chór Katedry Warszawsko-Praskiej Musica Sacra (dyrekcja: Paweł Łukaszewski) - Romuald Twardowski: Sacrum – Profanum - Chór Filharmonii Częstochowskiej Collegium Cantorum (dyrekcja: Janusz Siadlak) - Szymanowski, Maciejewski: Drrrum dana dam (Pieśni kurpiowskie) - Aleksander Słojewski (tenor), Kacper Szemraj (tenor), Adrianna Żołnierczuk (sopran), Irena Gulewicz (sopran), Chór Kameralny Uniwersytetu Muzycznego Fryderyka Chopina (dyrekcja: Krzysztof Kusiel-Moroz) |
| Album roku muzyka dawna |
| - Johann Gottlieb Goldberg: Complete Solo Harpsichord Works - Alina Ratkowska (klawesyn) - C.F. Abel: Sonatas from the Maltzan Collection - Anna Firlus (klawesyn, pianoforte), Krzysztof Firlus (viola da gamba), Tomasz Pokrzywiński (wiolonczela barokowa) - Johann Sebastian Bach: Französische Suiten - Marek Toporowski (klawesyn) - Mikołaj Gomółka: Melodie na psałterz polski. Opera Omnia. Vols 3 & 4 - Jerzy Żak (lutnia), Tomasz Sobaniec (perkusja), Marc Lewon (lutnia, viola d’arco), Compass Viol Consort i Chór Polskiego Radia (kierownictwo: Agnieszka Budzińska-Bennett) - Stanisław Sylwester Szarzyński - Wrocław Baroque Ensemble (dyrekcja: Andrzej Kosendiak) |
| Album roku muzyka kameralna |
| - Stojowski, Różycki: Sonaty - Tomasz Strahl (wiolonczela), Agnieszka Przemyk-Bryła (fortepian) - Górecki, Łukaszewski: Krakowski Kwintet Dęty i goście - Paweł Gusnar (saksofon), Beata Bilińska (fortepian), Krakowski Kwintet Dęty - Mieczysław Wajnberg: Sonatas for Cello and Piano - Wojciech Fudala (wiolonczela), Michał Rot (fortepian) - Mieczysław Wajnberg: String Quartets nos. 11, 12 & 13 - Kwartet Śląski: Szymon Krzeszowiec (I skrzypce), Arkadiusz Kubica (II skrzypce), Łukasz Syrnicki (altówka), Piotr Janosik (wiolonczela) - Stanisław Moniuszko – E-śpiewnik - Agata Zubel (głos), Andrzej Bauer (wiolonczela), Cezary Duchnowski (opracowanie muzyczne, elektronika) |
| Album roku recital solowy |
| - Apparition - Agata Zubel (sopran), Krzysztof Książek (fortepian) - Franz Xaver Wolfgang Mozart – Rondos, Sonata, Polonaises, Variations - Katarzyna Drogosz (fortepiano) - Jan Ladislav Dussek: Piano Works - Marek Toporowski (fortepian) - Marcin Tadeusz Łukaszewski: Piano Etudes - Radosław Sobczak (fortepian) - Polish Love Story - Szymon Komasa (baryton), Oskar Jezior (fortepian) - The Legendary Wawel Castle Recital Kraków / Cracow, 1959 - Witold Małcużyński (fortepian) |
| Album roku muzyka symfoniczna |
| - 100 na 100. Muzyczne dekady wolności - Filharmonia Narodowa, Sinfonia Varsovia, Narodowa Orkiestra Symfoniczna Polskiego Radia w Katowicach, Polska Orkiestra Radiowa, Orkiestra Teatru Wielkiego – Opery Narodowej, Sinfonia Iuventus, Aukso Orkiestra Kameralna Miasta Tychy, Orkiestra Filharmonii Poznańskiej, Sinfonietta Cracovia, Camerata Silesia, Łukasz Borowicz, Jacek Kaspszyk, Marek Moś, Grzegorz Nowak, Marzena Diakun, Szymon Bywalec - Góreccy - Sinfonia Varsovia (dyrekcja: Jerzy Maksymiuk), Anna Górecka (fortepian) - Mieczysław Wajnberg: Symphonies Nos. 2 & 7 - Orkiestra Kameralna Polskiego Radia Amadeus (dyrekcja: Anna Duczmal-Mróz) - Muzyka kompozytorów polskich XVIII i XIX wieku - Orkiestra Polskiego Radia w Warszawie (dyrekcja: Michał Klauza) - Sonoristic Penderecki by Penderecki - Narodowa Orkiestra Symfoniczna Polskiego Radia w Katowicach (dyrekcja: Krzysztof Penderecki) |
| Album roku muzyka koncertująca |
| - Emil Młynarski: Violin Concertos - Piotr Pławner (skrzypce) i Orkiestra Filharmonii Łódzkiej im. Artura Rubinsteina (dyrekcja: Paweł Przytocki) - Astor Piazzolla: Suita Troileana - Wiesław Prządka (bandoneon akordeon) i Orkiestra Kameralna Polskiego Radia Amadeus (dyrekcja: Anna Duczmal-Mróz) - Bacewicz, Tansman – Piano Concertos - Julia Kociuban (fortepian) i Orkiestra Filharmonii Łódzkiej im. Artura Rubinsteina (dyrekcja: Paweł Przytocki) - Mieczysław Wajnberg: Chamber Music - Kornel Wolak (klarnet), Łukasz Długosz (flet) i Orkiestra Kameralna Polskiego Radia Amadeus (dyrekcja: Anna Duczmal-Mróz) - Penderecki: Concerto doppio per violino, viola ed orchestra, Concerto per viola (chitarra) ed orchestra, Concerto grosso no. 2 per 5 clarinetti ed orchestra - Bartłomiej Nizioł (skrzypce), Katarzyna Budnik-Gałązka (altówka), Piotr Przedbora (gitara), Arkadiusz Adamski (klarnet), Tomasz Żymła (klarnet basowy, rożek basetowy), Bartłomiej Dobrowolski (klarnet), Agata Piątek (klarnet), Andrzej Ciepliński (rożek basetowy), Polska Orkiestra Sinfonia Iuventus (dyrekcja: Krzysztof Penderecki i Maciej Tworek) |
| Album roku muzyka współczesna |
| - Comfort Zone - proMODERN - Krauze, Nowak, Kupczak, Stańczyk: Works for Rhodes Piano & Strings - Piotr „Pianohooligan” Orzechowski (fortepian elektryczny Rhodesa) i Aukso Orkiestra Kameralna Miasta Tychy (dyrekcja: Marek Moś) - kompozytorzy: Zygmunt Krauze, Alek Nowak, Sławomir Kupczak, Marcin Stańczyk - Krzysztof Meyer: 8 symfonia - Claudia Barainsky (sopran), Narodowa Orkiestra Symfoniczna Polskiego Radia w Katowicach i Chór Filharmonii im. Karola Szymanowskiego w Krakowie (dyrekcja: Łukasz Borowicz) - Mikołaj Górecki: Chamber Music - Trio Śląskie i Aukso Orkiestra Kameralna Miasta Tychy (dyrekcja: Marek Moś) - Śpiewajmy! Młodzi – młodym - Polski Narodowy Chór Młodzieżowy (dyrekcja: Agnieszka Franków-Żelazny) - kompozytorzy: Łukasz Farcinkiewicz, Marek Raczyński, Anna Rocławska-Musiałczyk, Szymon Godziemba-Trytek, Zuzanna Falkowska, Michał Ziółkowski, Sebastian Szymański, Aleksandra Chmielewska, Michał Malec, Łukasz Urbaniak, Jan Krutul, Katarzyna Danel |
| Najlepszy album polski za granicą |
| - Fauré, Debussy, Szymanowski, Chopin - Rafał Blechacz (fortepian) i Kim Bom-sori (skrzypce) - Facce d’amore - Jakub Józef Orliński i Il Pomo d’Oro (dyrekcja: Maxim Emelyanychev) - Francesco Scarlatti: Concerto grosso – Émigré to the British Isles - {oh!} Orkiestra Historyczna, Martyna Pastuszka (skrzypce), Małgorzata Malke (skrzypce) - Portrait of a Lover - Maciej Frąckiewicz (akordeon) - String Quartets – Poland Abroad - Polish String Quartet Berlin: Tomasz Tomaszewski (I skrzypce), Piotr Prysiażnik (II skrzypce), Sebastian Sokół (altówka), Maryjka Pstrokońska-Mödig (wiolonczela) |

### Złote Fryderyki
Laureaci Złotych Fryderyków:

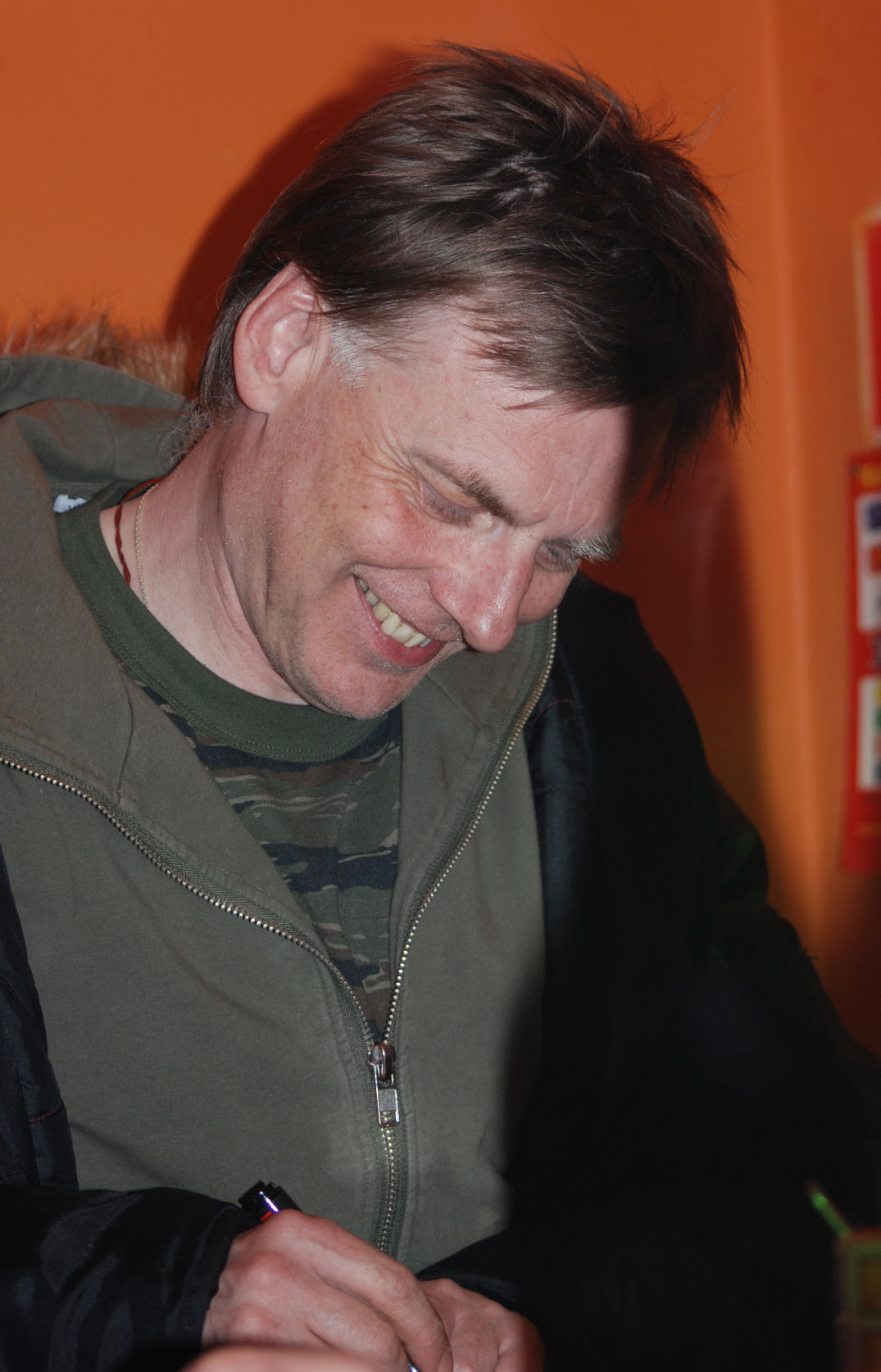
Tomasz Lipiński, laureat Złotego Fryderyka w muzyce rozrywkowej

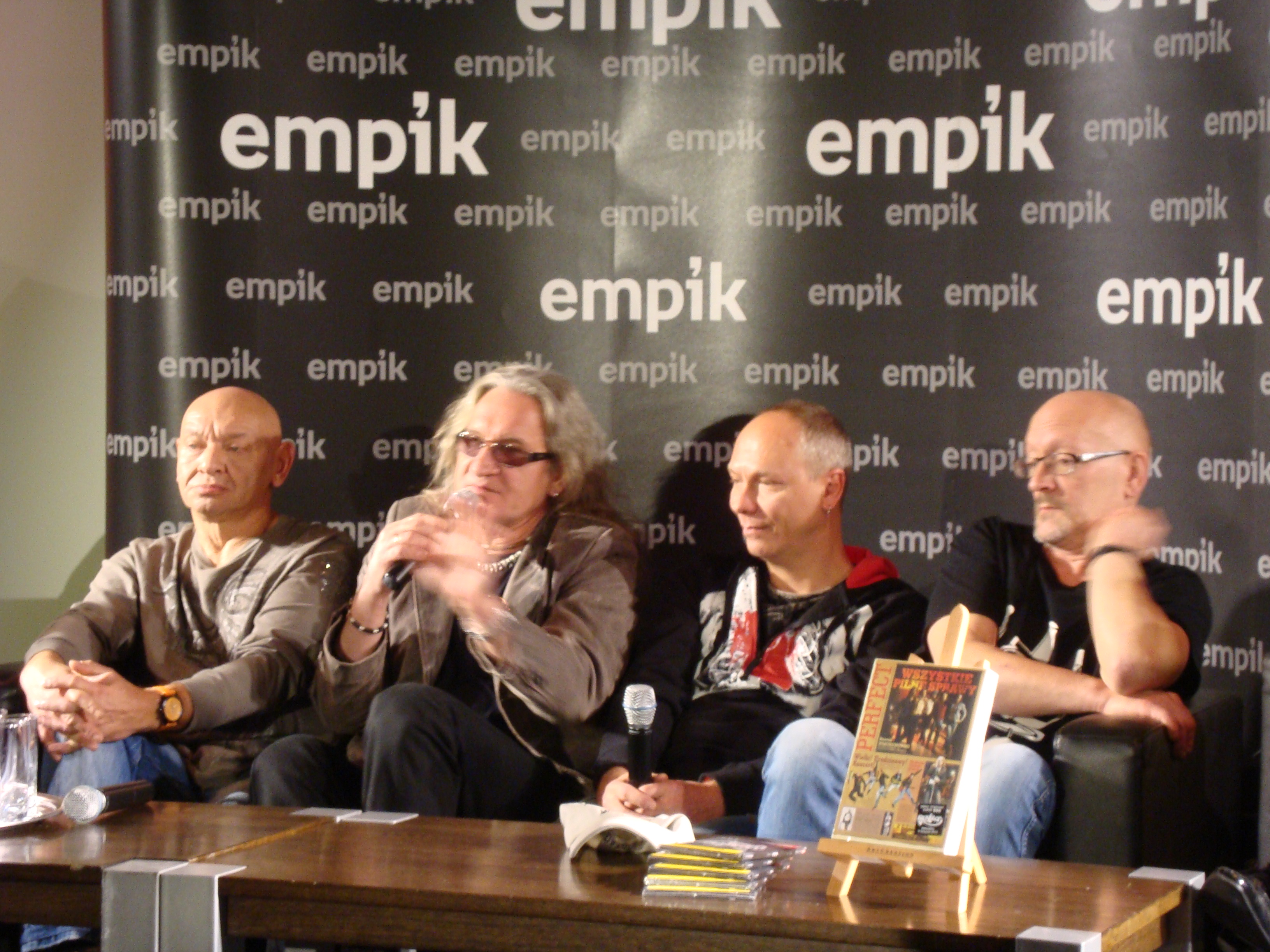
Perfect, laureaci Złotego Fryderyka w muzyce rozrywkowej

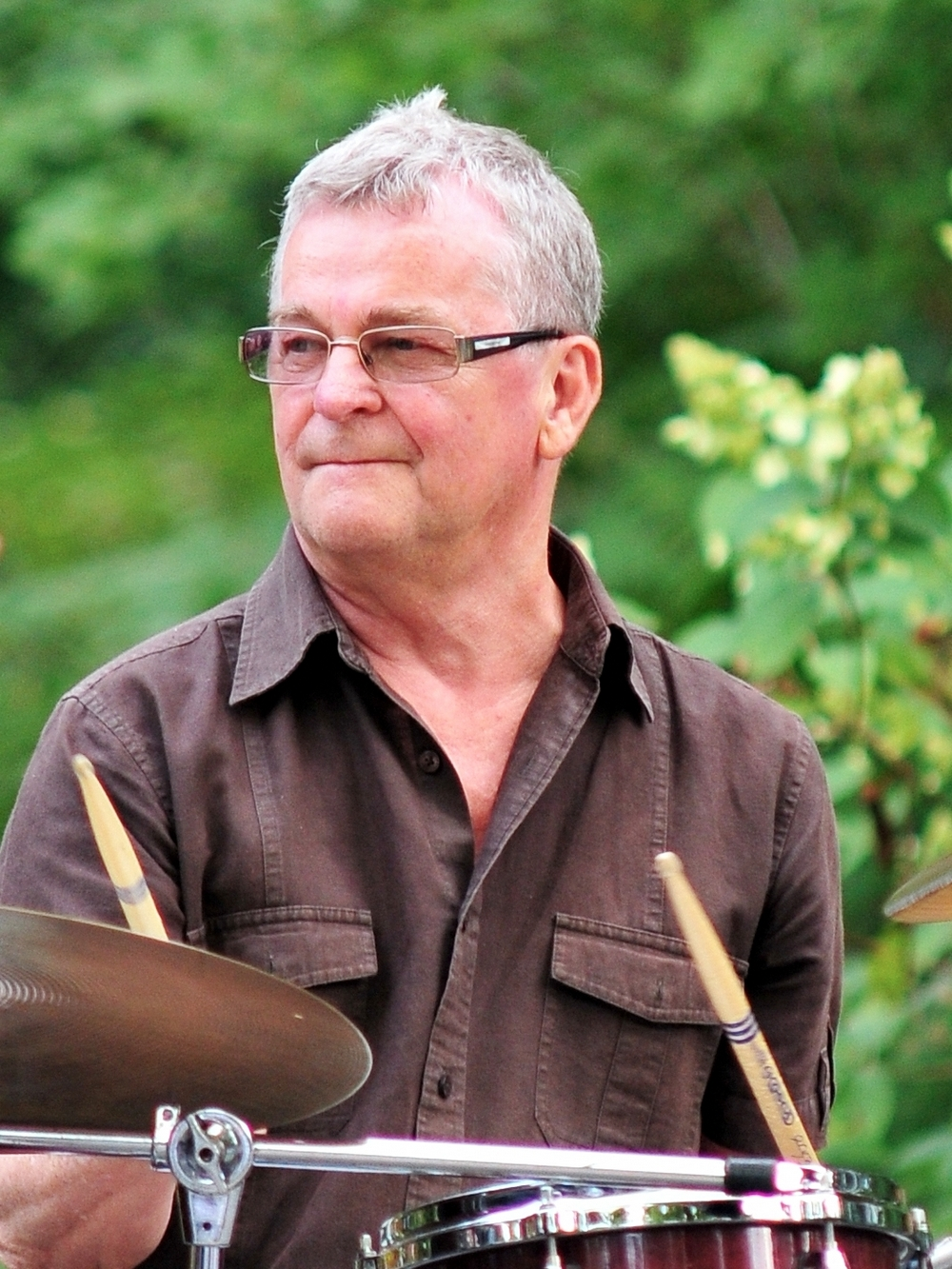
Czesław Bartkowski, laureat Złotego Fryderyka w muzyce jazzowej

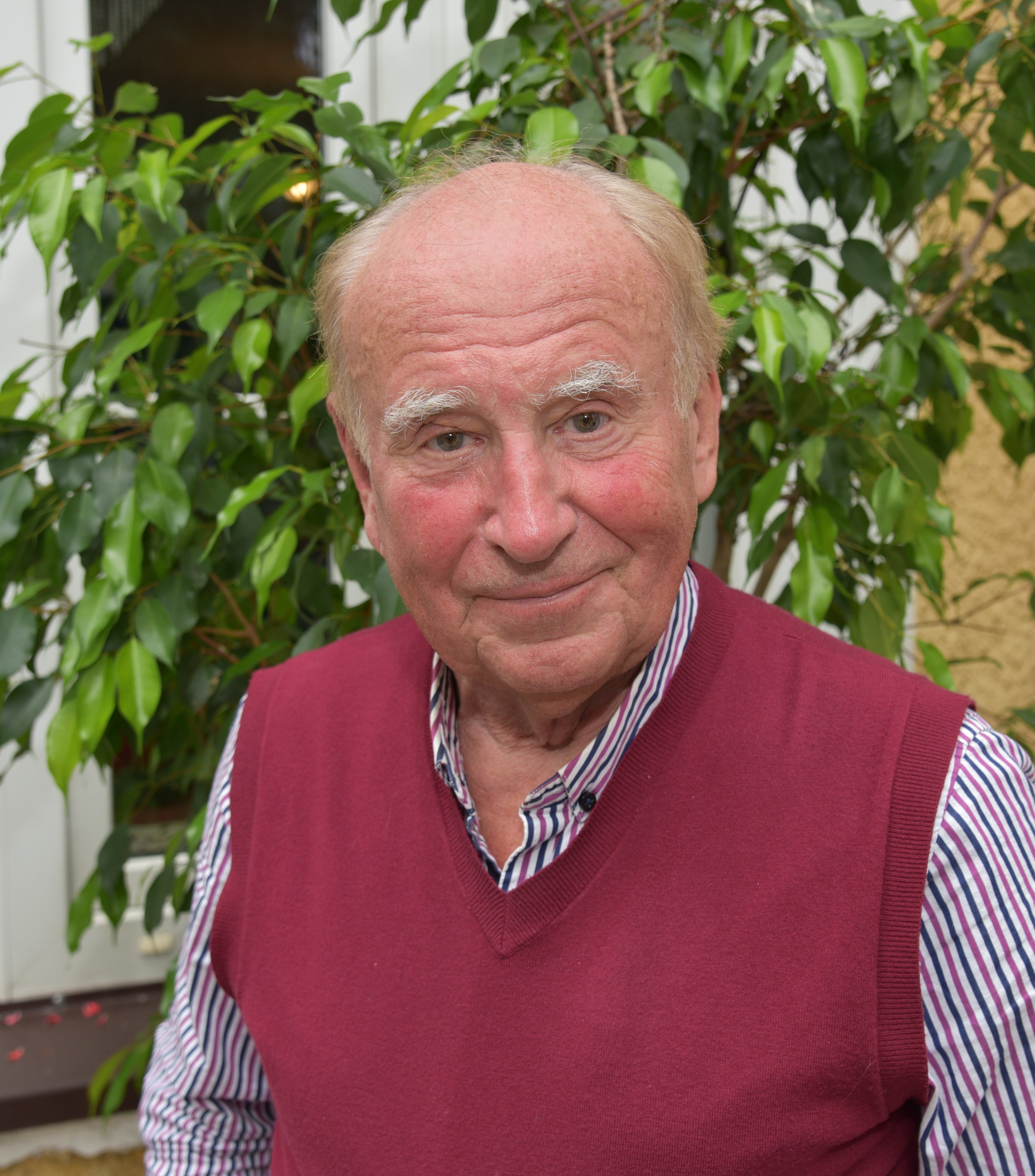
Krzysztof Jakowicz, laureat Złotego Fryderyka w muzyce poważnej

- Tomasz Lipiński (muzyka rozrywkowa)
- Perfect (muzyka rozrywkowa)
- Czesław Bartkowski (muzyka jazzowa)
- Krzysztof Jakowicz (muzyka poważna)

### Nagroda publiczności
Nagroda została przyznana w wyniku głosowania publiczności.
| Nagroda publiczności |
| --- |
| - „Najnowszy klip” – Dawid Podsiadło - „Czułe miejsce” – Baranovski - „Daj mi żyć” – Piotr Cugowski - „Dalej” – Marcin Sójka - „Dobrze jest, jak jest” – Roksana Węgiel - „Fire in My Head” – C-Bool, gościnnie: Cadence XYZ - „Górą Ty” – Golec uOrkiestra i Gromee, gościnnie: Bedoes - „Hej Hej!” – Daria Zawiałow - „Is This Love” – Komodo, gościnnie: Michael Shynes - „Kurier” – Krzysztof Zalewski - „La La Love” – C-Bool i Skytech, gościnnie: Giang Pham - „Napad” – Mrozu - „Pola” – Muniek Staszczyk - „Sobie i Wam” – Męskie Granie Orkiestra 2019 (Nosowska, Igo, Tomasz Organek i Krzysztof Zalewski) - „Superhero” – Viki Gabor - „Te smaki i zapachy” – Król - „Tempo” – Margaret - „Tęskno mi” – Sarsa - „Za krokiem krok” – Cleo - „Zostań ze mną” – Piotr Cugowski |

## Statystyki
Statystyki nie uwzględniają nagrody publiczności.
| Liczba | Osoba/zespół |
| ------ | --- |
| 4      | Hania Rani |
| 3      | Camerata SilesiaOrkiestra Polskiego Radia w Warszawie |
| 2      | Aukso Orkiestra Kameralna Miasta TychyFilharmonia NarodowaGrzegorz NowakJacek KaspszykŁukasz BorowiczMaciej ObaraMarek MośMarzena DiakunMuniek StaszczykNarodowa Orkiestra Symfoniczna Polskiego Radia w KatowicachOrkiestra Filharmonii PoznańskiejOrkiestra Teatru Wielkiego – Opery NarodowejPolska Orkiestra Sinfonia IuventusSinfonia VarsoviaSinfonietta CracoviaSzymon Bywalec |

| Liczba | Osoba/zespół |
| ------ | --- |
| 5      | Hania RaniŁukasz Borowicz |
| 4      | Aukso Orkiestra Kameralna Miasta TychyBłażej KrólCamerata SilesiaDaria ZawiałowMarek MośNarodowa Orkiestra Symfoniczna Polskiego Radia w KatowicachOrkiestra Filharmonii PoznańskiejOrkiestra Polskiego Radia w Warszawie               |
| 3      | Anna Duczmal-MrózBaranovskiDominic Buczkowski-WojtaszekŁukasz FarcinkiewiczMuniek StaszczykOrkiestra Kameralna Polskiego Radia AmadeusPatryk KumórPolska Orkiestra Sinfonia IuventusproMODERNsanahSinfonia VarsoviaSinfonietta Cracovia |